# Cacheu
Cacheu és una vila i un sector de Guinea Bissau, capital de la regió de Cacheu. Té una superfície 1.004 kilòmetres quadrats. En 2008 comptava amb una població de 21.507 habitants, dels quals 9.849 viuen al nucli urbà. Es troba a la riba esquerra del riu Cacheu, a l'extremitat nord-oest del país. Antigament fou la capital de la colònia de Guinea Portuguesa. La seva població el 2008 era de 9.849 habitants.

## Història
El territori de Cacheu es troba a territori dels papels. El nom és d'origen banyum: "i.e. Caticheu, que vol dir 'el lloc on ens trobem'."
El 1446 Nuno Tristão va morir a la costa de Senegàmbia però Alvaro Fernandes va arribar al lloc anomenat Varela al nord-oest del que avui és Guinea Bissau. Els portuguesos van reclamar la zona i li van donar el nom de Guinea del Cap Verd. El 8 de gener de 1455 el Papa Nicolau V va concedir drets comercials exclusius als portuguesos sobre els territoris descoberts i a descobrir. L'any següent Alvise Cadamosto va descobrir les illes del Cap Verd. El 12 de juny de 1466 una carta reial portuguesa va concedir als primers colons de Cap Verd els drets del comerç d'esclaus i béns de la costa de Guinea, excepte els de l'illa d'Arguin que quedaven reservats a la corona, però el 1472 aquests drets foren en part revocats. Des de 1475 el comerç d'esclaus es va concentrar a la costa de Guinea. El 1476 els castellans van atacar Cap Verd i el conflicte va durar fins al 4 de setembre de 1479 quan el tractat d'Alcaçovas va delimitar els respectius territoris. El 7 de juny de 1494 el tractat de Tordesillas delimitava com a territori portuguès tot aquell situat a l'est d'una línia a 370 llegues a l'oest del Cap Verd.
Des del començament del segle xvi l'activitat dels lançados a la costa de la Guinea del Cap Verd fou intensa, tant en activitat comercial com negrera; el 1512 es va ordenar enviar els captius negres a Lisboa i el 1518 es va ordenar l'expulsió dels lançados que no fou efectiva. El 1532 la corona portuguesa va reclamar l'arxipèlag dels Bijagós. El 31 de gener de 1533 es va crear el bisbat de Cap Verd amb seu a Ribeira Grande (illes del Cap Verd) i jurisdicció sobre Guinea del Cap Verd. L'augment de les plantacions de sucre a les illes van fer augmentar les demandes de mà d'obra esclava procedent de Guinea. Les autoritats portugueses també hi enviaren a Cacheu degredados, persones condemnades a l'exili per diversos delictes.
El 1538 els portuguesos foren rebutjats de l'illa de Canhabaque a les Bijagós que volien conquerir.
El 1560 un rei dels sapes, en guerra contra els manes, es va refugiar a un establiment portuguès dels anomenats tangomâos (afroportuguesos), a la costa. El 1567 el corsari anglès John Hawkins va atacar els establiments de la zona del riu Cacheu i als pepels de Cacanda. En la resta del segle el pro-mig dels negres enviats com esclaus des de Guinea pels lançados fou de tres mil a l'any, la meitat dels quals van anar a parar al Brasil. Els principals establiments portuguesos eren el port de Cacheu i el de Guinala; d'aquest darrer sortien la majoria dels negres captius; aquests ports foren visitats pel governador de Cap Verd, António Velho Tinoco el 1574. Després de 1580 Cacheu comptava amb uns 800 cristians. El 1588 la factoria de Cacheu va esdevenir una posició fortificada quan el factor (feitor) Manuel Lopes Cardoso va construir un fort d'estaques; aquesta posició permetia una gran independència als lançados i va comportar l'establiment de la capitania de Cacheu, dependent del govern de les illes del Cap Verd.
- Per la història posterior vegeu Capitania de Cacheu.

## Agermanaments
- Lisboa[6][7]